# Digama daressalamica
Digama daressalamica är en fjärilsart som beskrevs av Embrik Strand 1911. Digama daressalamica ingår i släktet Digama och familjen björnspinnare. Inga underarter finns listade i Catalogue of Life.